# Uwe Reinders
Uwe Reinders (Essen, 19 de gener de 1955) és un exfutbolista i entrenador de futbol alemany.